# Khỉ núi
Khỉ núi, tên khoa học Cercopithecus lhoesti, là một loài động vật có vú trong họ Cercopithecidae, bộ Linh trưởng. Loài này được P. Sclater mô tả năm 1898. Chúng là loài khỉ sống chủ yếu ở các vùng núi thành từng nhóm nhỏ. Chúng có bộ lông đen và râu trắng đặc trưng. Loài khỉ này được tìm thấy ở thượng lưu vực sông Congo.

## Cư trú
Khỉ núi cư trú ở phía Đông bắc Cộng hòa Dân chủ Congo, Rwanda, Burundi, và miền Tây Uganda. Rừng, rừng nguyên sinh các khu rừng mưa ở đồng bằng, thảo nguyên rừng ở sườn núi là những nơi chúng thường sinh sống,. Tuy nhiên, chúng cũng sống trên các vùng đất canh tác. Nghiên cứu cho thấy loài khỉ này chỉ sống ở những vùng rừng có độ cao từ 900 m trở lên (chủ yếu là từ 1.500 - 2.500 m), nhưng một số cũng được tìm thấy ở những vùng núi thấp hơn, độ cao 610 m.

## Đặc điểm
Khỉ núi có một bộ lông màu nâu sẫm, ngắn, màu hạt dẻ trên lưng và bụng màu tối hơn. Má của chúng màu xám sáng với một bộ ria mép nhạt. Trung bình một cá thể khỉ núi cao khoảng từ 12,5 - 27 inch (32 – 69 cm), đuôi dài 19 - 39 inch (48 – 99 cm). Khỉ đực nặng hơn khoảng 6 kg, trong khi khỉ cái nhẹ hơn với chỉ khoảng 3,5 kg. Đuôi của loài khỉ núi dài và hình móc ở cuối.
Khỉ núi có thể sống tới 30 năm. Khỉ cái thường sinh đẻ vào ban đêm, mùa khô, với thời gian mang thai là 5 tháng. Khỉ con được sinh ra sống bám vào khỉ mẹ trong khoảng 2 năm trước khi sống tự lập. Khi một con đưc trưởng thành, chúng sẽ tách riêng ra khỏi nhóm, chính vì vây, trong một nhóm sinh sống thì số lượng khỉ con và khỉ cái là chủ yếu.
Thức ăn chủ yếu của loài động vật này là thực vật bao gồm: trái cây, nấm, thảo mộc, rễ và cả lá cây. Tuy nhiên, đôi khi chúng cũng ăn cả trứng, thằn lằn, và các loài chim nhỏ. Khỉ núi ngủ ngồi ở trên các cành cây để dễ dàng trốn thoát khi gặp kẻ thù nguy hiểm.